# Vordere Zollamtsstraße 13

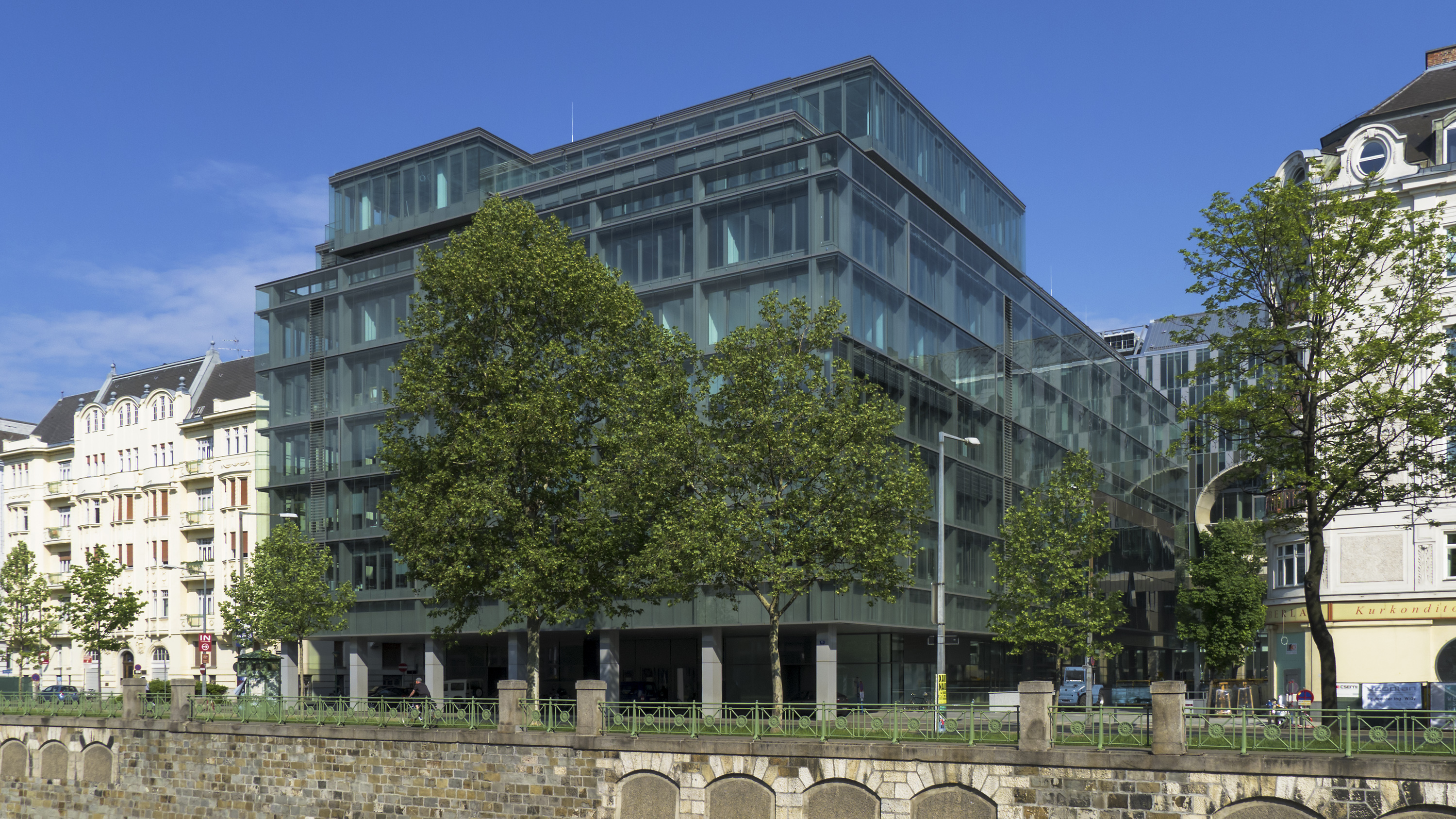
Das Bürogebäude 3., Vordere Zollamtsstraße 13

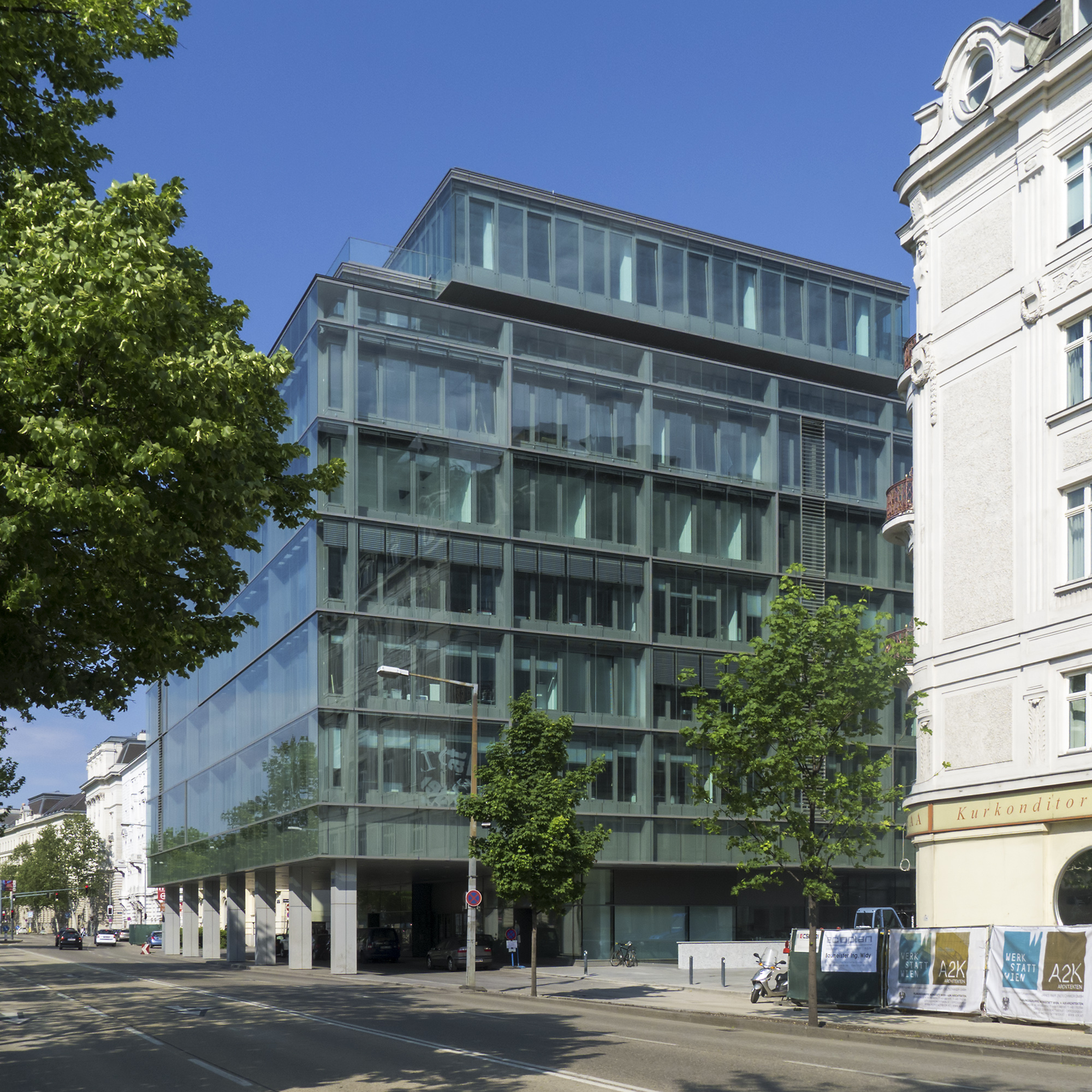
Die Ecke Vordere Zollamtsstraße (links) / Sparefrohgasse (rechts)

Das heute vom Betreiber als Haus an der Wien bezeichnete Gebäude Vordere Zollamtsstraße 13 befindet sich in Wien, am rechten Ufer des Wienflusses, im an den 1. Bezirk grenzenden Teil des 3. Bezirkes. Früher war es als Hauptanstalt der Zentralsparkasse der Gemeinde Wien („Z“) bekannt. In unmittelbarer Nachbarschaft befinden sich der Bahnhof Wien Mitte, das Hilton Vienna Hotel und das Museum für angewandte Kunst. Im Haus Vordere Zollamtsstraße 7 wurde bis 2018 eine Dependance der nahegelegenen Universität für angewandte Kunst Wien eingerichtet. Die Straße wurde 1862 nach dem 1840–1844 errichteten (heute ehemaligen) Hauptzollamt benannt, das sich an der Hinteren Zollamtsstraße 4 befand.

## Geschichte

### Theater
In Wien entstanden zwischen 1887 und 1912 insgesamt acht neue Theaterhäuser. Eines davon war das Wiener Bürgertheater in der Vorderen Zollamtsstraße 13. Das Theater wurde 1905 nach den Plänen der Architekten Franz von Krauß und Josef Tölk erbaut und eröffnete am 7. Dezember 1905. Es fasste bis zu 1238 Besucher. Das Theaterrepertoire spannte einen Bogen vom Sprechtheater über Operette bis zur Revue. Mit Beginn der NS-Zeit wurde das Theater geschlossen, Anfang der 1940er Jahre renoviert und 1942 wiedereröffnet. Das Theater fiel in den 1950er Jahren dem großen Wiener Theatersterben zum Opfer. Es wurde 1958 an die Gemeinde Wien verkauft und 1960 abgerissen.

### Pressburger Bahn
Um das Theatergebäude verlief 1914–1945 die einem Straßenbahnbetrieb entsprechende Schleife der Pressburger Bahn, die hier ihre Wiener Endstation hatte. Auf Grund der Kriegsschäden an der Stadtstrecke wurde die Bahn nach 1945 nicht mehr von hier aus auf Straßenniveau Richtung Osten geführt, sondern auf vorhandenen Bahngleisen wie dem benachbarten, in Tieflage angelegten Bahnhof Wien Mitte / Landstraße.

### Z-Hauptanstalt
Von 1962 bis 1965 entstand auf dem Bauplatz nach den Plänen der Architekten Arthur Perotti und Anton Potyka die neue Hauptanstalt der „Z“ (Zentralsparkasse der Gemeinde Wien). In den 1990er Jahren wurde das Gebäude nach den Plänen der Architektengemeinschaft Peter Podsedensek und Günther Domenig renoviert und von der Bank Austria, die aus der „Z“ hervorging, bis Ende 2008 als Verwaltungssitz genutzt.

### „Haus an der Wien“
2008 wechselte das Gebäude neuerlich den Eigentümer und ging in den Besitz der Signa Holding des Immobilienunternehmers René Benko über. Es wurde nach Plänen von Architekt Heinz Neumann neuerlich saniert. Heute beherbergt es unter anderem die Redaktion der Wiener Tageszeitung Der Standard und ihrer Website derStandard.at sowie das Hauptbüro der Österreich Werbung, der staatlichen Werbeorganisation für den Tourismus in Österreich. Nach einer Zeitungsmeldung vom 27. Oktober 2015 wird Allianz Real Estate, ein Unternehmen des deutschen Versicherungskonzerns Allianz SE, neuer Eigentümer; der Kaufpreis beträgt angeblich 94 Millionen Euro.